# 456 f.Kr.

## Händelser

### Efter plats

#### Grekland
- Det första av den atenske skulptören Fidias monument över gudinnan Athena, bronsstatyn Athena Promachos, placeras på Atens Akropolis. Den är omkring nio meter hög och är stadens dittills största staty.
- Zeustemplet i Olympia står färdigt.

## Avlidna
- Aischylos, atensk dramatiker (född 525 f.Kr.)